# معلولا
معلولا (به سریانی: ܡܥܠܘܠܐ) شهری کوچک و تاریخی در سوریه است که در ۵۶ کیلومتری شمال شرق شهر دمشق واقع شده است. 

## جغرافیا
این شهر کوچک در شهرستان القطیفه از استان ریف دمشق قرار دارد و ارتفاع آن نسبت به سطح متوسط آب‌های آزاد ۱۵۰۰ متر است. 

## تاریخچه
معلولا به زبان آرامی یعنی «ورود». شهرت این شهر به دلیل وجود بناهای مذهبی مسیحی و دیگر ابنیه کهن است که سابقه آن به قرن دهم قبل از میلاد مسیح بازمی‌گردد بنحوی که ساکنان این شهر هنوز هم از زبان آرامی (سریانی) در کنار عربی در مکالمات روزمره خود استفاده می‌کنند. 

## مردم
معلولا یکی از مهم‌ترین شهرهای مسیحی‌نشین در سوریه محسوب می‌شود که دارای کلیساها و صومعه‌های تاریخی است و از زیارت‌گاه‌های مهم مسیحیان به‌شمار می‌رود.

## آب و هوا
| داده‌های اقلیم معمولا    | داده‌های اقلیم معمولا | داده‌های اقلیم معمولا | داده‌های اقلیم معمولا | داده‌های اقلیم معمولا | داده‌های اقلیم معمولا | داده‌های اقلیم معمولا | داده‌های اقلیم معمولا | داده‌های اقلیم معمولا | داده‌های اقلیم معمولا | داده‌های اقلیم معمولا | داده‌های اقلیم معمولا | داده‌های اقلیم معمولا | داده‌های اقلیم معمولا |
| ماه                     | ژانویه               | فوریه                | مارس                 | آوریل                | مه                   | ژوئن                 | ژوئیه                | اوت                  | سپتامبر              | اکتبر                | نوامبر               | دسامبر               | سال                  |
| ----------------------- | -------------------- | -------------------- | -------------------- | -------------------- | -------------------- | -------------------- | -------------------- | -------------------- | -------------------- | -------------------- | -------------------- | -------------------- | -------------------- |
| میانگین بیش‌ترین °C (°F) | ۷٫۱ (۴۵)             | ۸٫۰ (۴۶)             | ۱۱٫۷ (۵۳)            | ۱۶٫۳ (۶۱)            | ۲۱٫۶ (۷۱)            | ۲۶٫۰ (۷۹)            | ۲۸٫۵ (۸۳)            | ۲۸٫۷ (۸۴)            | ۲۵٫۸ (۷۸)            | ۲۰٫۸ (۶۹)            | ۱۲٫۹ (۵۵)            | ۸٫۷ (۴۸)             | ۱۸٫۰۱ (۶۴٫۳)         |
| میانگین روزانه °C (°F)  | ۲٫۷ (۳۷)             | ۳٫۳ (۳۸)             | ۶٫۳ (۴۳)             | ۱۰٫۴ (۵۱)            | ۱۴٫۸ (۵۹)            | ۱۸٫۹ (۶۶)            | ۲۰٫۹ (۷۰)            | ۲۱٫۳ (۷۰)            | ۱۸٫۴ (۶۵)            | ۱۴٫۲ (۵۸)            | ۸٫۲ (۴۷)             | ۴٫۳ (۴۰)             | ۱۱٫۹۸ (۵۳٫۷)         |
| میانگین کم‌ترین °C (°F)  | −۱٫۸ (۲۹)            | −۱٫۴ (۲۹)            | ۰٫۸ (۳۳)             | ۴٫۵ (۴۰)             | ۸٫۰ (۴۶)             | ۱۱٫۷ (۵۳)            | ۱۳٫۳ (۵۶)            | ۱۳٫۸ (۵۷)            | ۱۱٫۰ (۵۲)            | ۷٫۵ (۴۶)             | ۳٫۵ (۳۸)             | −۰٫۱ (۳۲)            | ۵٫۹ (۴۲٫۶)           |
| بارندگی میلی‌متر (اینچ)  | ۴۶ (۱٫۸۱)            | ۳۸ (۱٫۵)             | ۲۲ (۰٫۸۷)            | ۱۶ (۰٫۶۳)            | ۱۴ (۰٫۵۵)            | ۰ (۰)                | ۰ (۰)                | ۰ (۰)                | ۲ (۰٫۰۸)             | ۱۶ (۰٫۶۳)            | ۳۰ (۱٫۱۸)            | ۴۵ (۱٫۷۷)            | ۲۲۹ (۹٫۰۲)           |
| منبع: Climate-data.com  |                      |                      |                      |                      |                      |                      |                      |                      |                      |                      |                      |                      |                      |

## شهر خواهر
- بزیه،   فرانسه (۲۰۱۴)

## نگارخانه

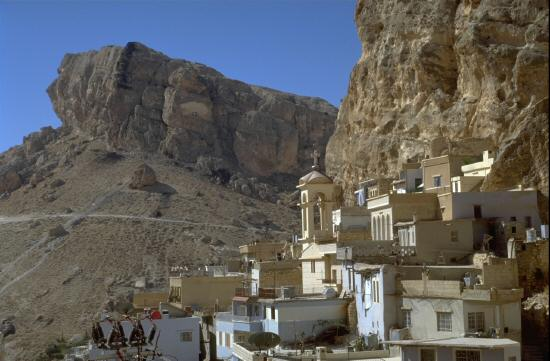
نمایی از شهر معلولا
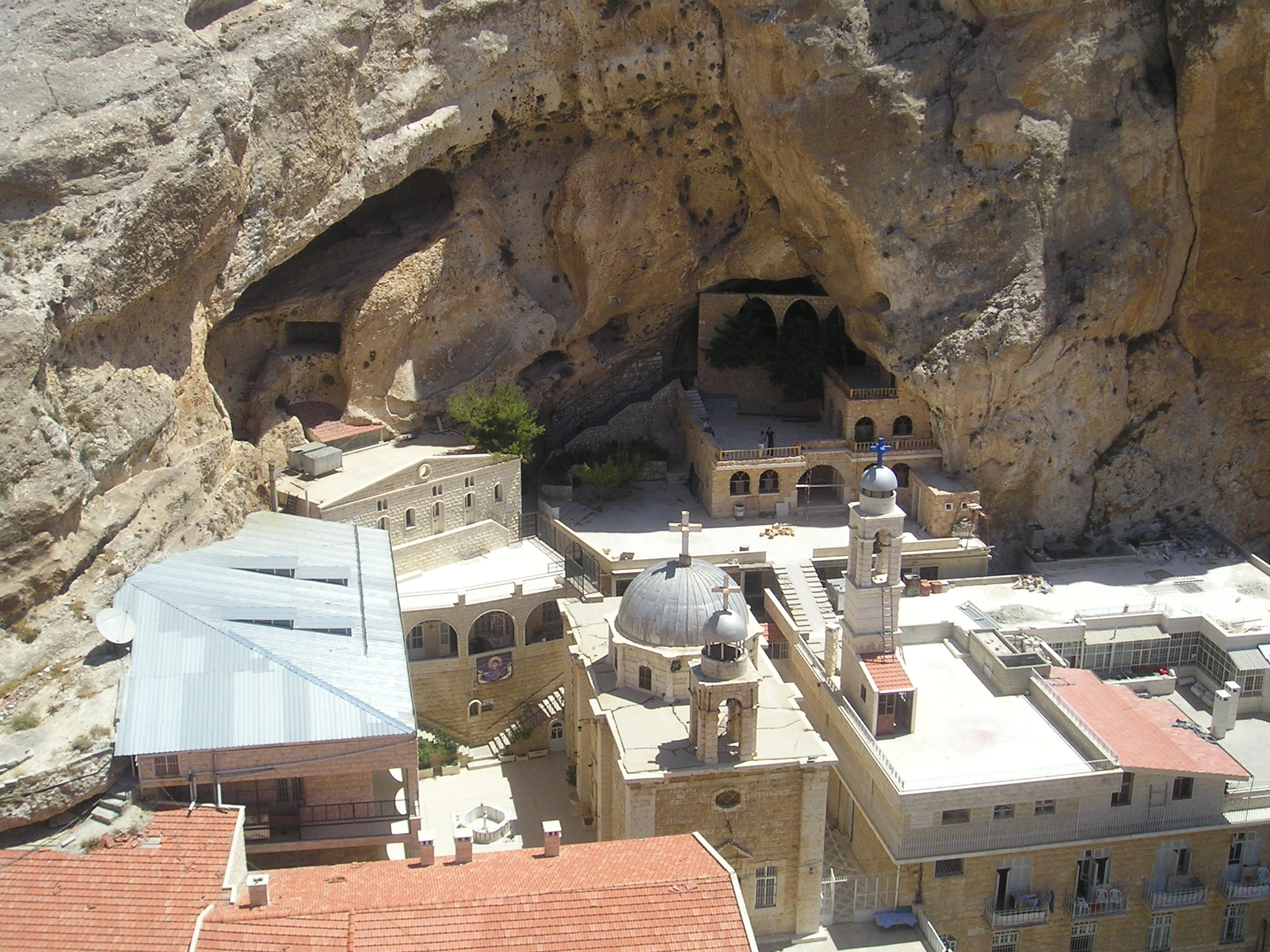
یک صومعه تاریخی در شهر معلولا